# بنو نقیع (دهستان)
 بنو نقیع  دهستانی است در عزلهٔ (السّلفیة) وأعمال الجبل، از توابع استان مَحویت در کشور یمن در شبه جزیره عربستان است. 

## جمعیت
جمعیت آن ( ۵۴۷۶ ) نفر (۲۳۰ خانوار) می‌باشد.

## روستای‌های توابع
روستاهای توابع این دهستان عبارتند از:
- روستای قاعة
- روستای بَنی الجابری
- روستای مُحاقدة
- روستای الحشاوی
- روستای الجبجب
- روستای البیضاء
- روستای الحاوة
- روستای الضالع